# Polsko-Dominikańska Izba Gospodarcza

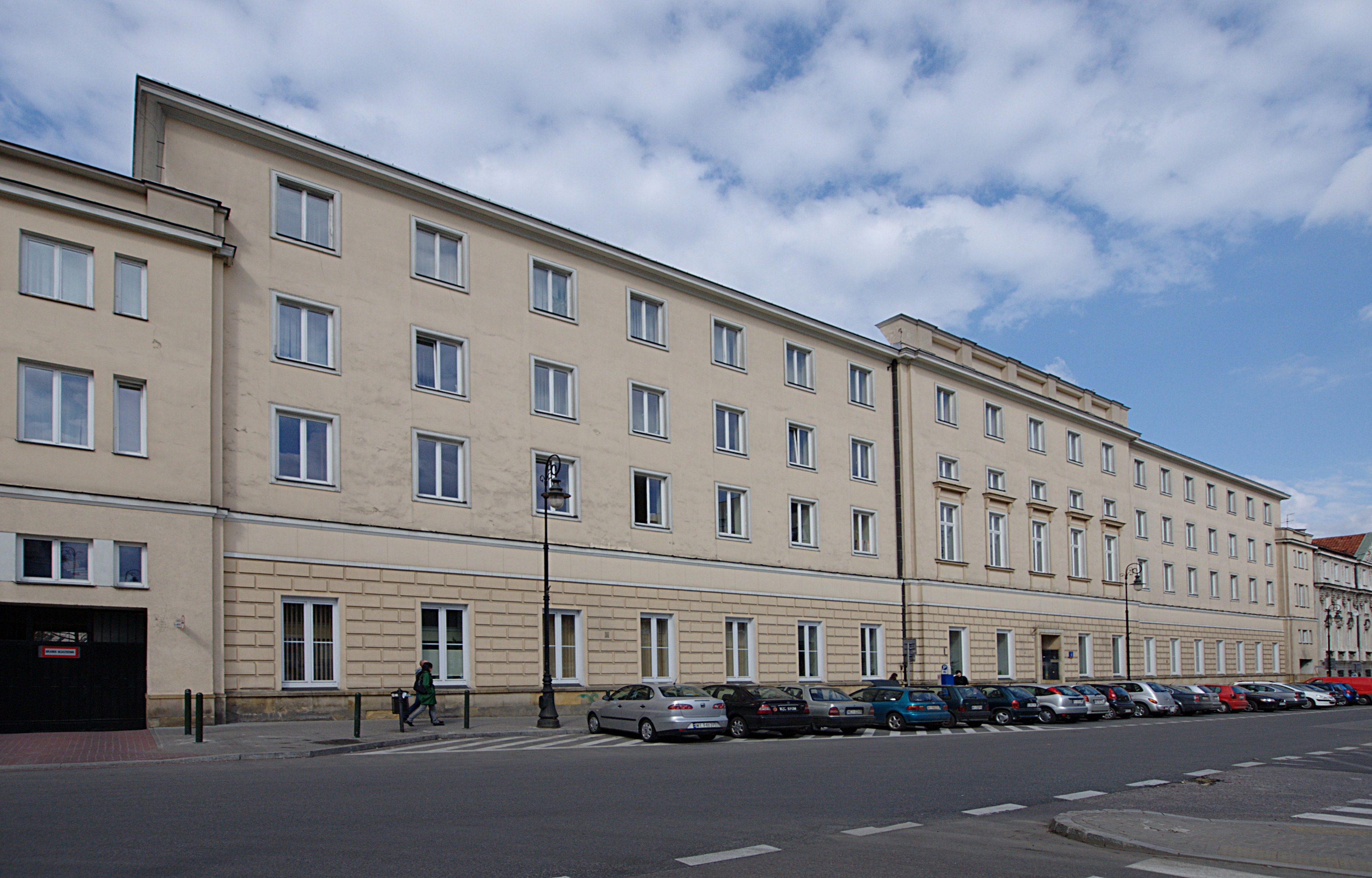
B. siedziba Polsko-Dominikańskiej Izby Gospodarczej w Polsce przy ul. Trębackiej (2019-)

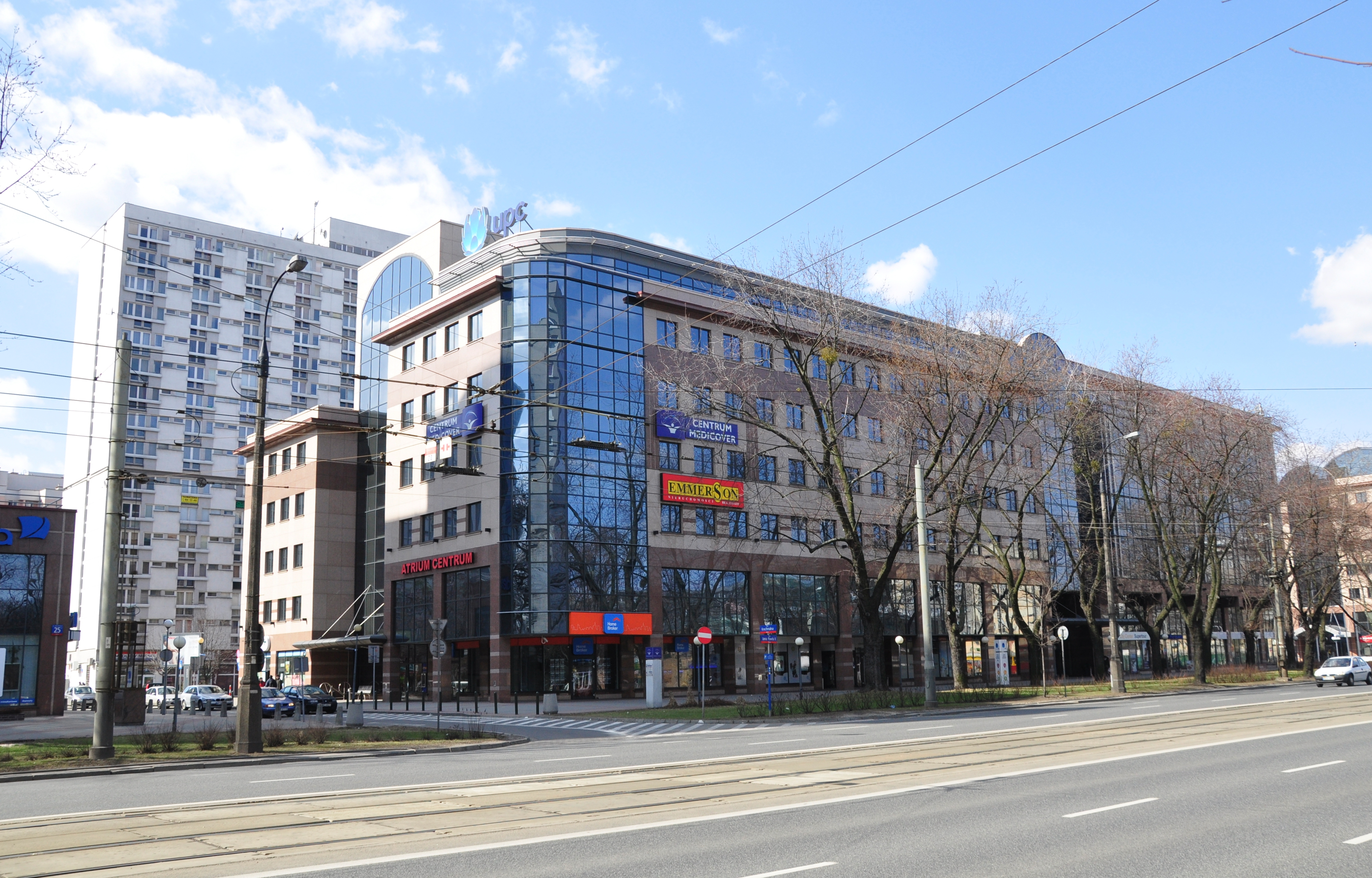
Siedziba Polsko-Dominikańskiej Izby Gospodarczej w al. Jana Pawła II 23 (2021-)

Polsko-Dominikańska Izba Gospodarcza (his. Cámara de Comercio Polaco-Dominicana), jest organizacją dwustronną samorządu gospodarczego, działającą na podstawie Ustawy z dnia 30 maja 1989 roku o izbach gospodarczych (Dz. U. 1989 Nr 35 poz. 195, t.j. Dz. U. z 2019 r. poz. 579, ze zm.), oraz innych przepisów prawa i jego Statutu. Izba została powołana z inicjatywy Krajowej Izby Gospodarczej na podstawie art. 121 ust. 1 Ustawy o izbach gospodarczych.
Izba jest zarejestrowana pod numerem KRS 0000815842 w Krajowym Rejestrze Sądowym prowadzonym przez Sąd Rejonowy dla m.st. Warszawy, XII Wydział Gospodarczy Krajowego Rejestru Sądowego, posiada numer NIP 5252809382 i REGON 38506322600000.
W 2020 powołano oddział Izby w Dominikanie.

## Cele i zadania Izby
Celem Izby jest wspomaganie, promowanie i koordynowanie rozwoju stosunków gospodarczych i handlowych pomiędzy Rzecząpospolitą Polską a Republiką Dominikańską, a także ochrona i popieranie polskich interesów gospodarczych w Republice Dominikańskiej i dominikańskich interesów gospodarczych w Rzeczypospolitej Polskiej, wspieranie rozwoju przedsiębiorczości oraz podtrzymywanie i upowszechnianie polskich i dominikańskich tradycji narodowych

## Media
- dwumiesięcznik Wi – Wiadomości gospodarcze
- Newsletter gospodarczy
- Newsletter prawno-podatkowy

## Prezydenci
- od 2019 – Herikc Agesta Smith

## Siedziba i Biuro Izby
Siedziba Izby mieści się aktualnie przy ul. Trębacka 4 w Warszawie (2019-), od 2021 w al. Jana Pawła II 23.

## Propolski samorząd gospodarczy w Dominikanie
W 2020 będzie powołana Polsko-Dominikańska Izba Gospodarcza w Dominikanie (Cámara de Comercio Polaco-Dominicana) z siedzibą w Santo Domingo.